# Bierkade 10
Het woonhuis Bierkade 10 is een 17e-eeuws woonhuis aan de Bierkade in de binnenstad van de Noord-Hollandse plaats Hoorn. Het pand is eigendom van de Stichting Monumenten Oud Hoorn en is beschermd als rijksmonument.

## Geschiedenis
Het woonhuis werd aan het einde van de 17e eeuw gebouwd met er direct naast een vergelijkbaar pand. Voor zover bekend behoort het huis tot de 5 oudste woonhuizen in Hoorn. De eerste eigenaar waarvan de naam bekend is, is Pieter Jansz. Blaauw in 1698. Het is niet met zekerheid te stellen of dat het pand van origine een trapgevel had, of dat deze van origine met de huidige tuitgevel is gebouwd. Wel is bekend dat in 1850 de toenmalige eigenaar werd aangeschreven door de gemeente, om de top van de gevel te slopen wegens bouwvalligheid.
Van het buurpand bestaat alleen de begane grond nog, in 1836 werd de gehele bovenbouw gesloopt. Het is met een lessenaarsdak afgedekt, waardoor Bierkade 9 en 10 een gezamenlijke dakhelling hebben gekregen.
De houten pui, met gesneden consoles, is op de glasindeling na vrijwel origineel. De roedenverdeling stamt uit de 18e eeuw. De houten regenpijp van de oostelijke zijgevel loopt voor de voorgevel langs, onder het raam door, naar de westelijke muur. Van origine waterde deze regenpijp af in een regenbak in de woning, dit is gewijzigd waardoor de regenpijp afwatert in een overlaat van een andere regenpijp aan de gevel.
De woning werd in 1864 aangesloten op het, toen nog gemeentelijke, gasnet.

### Kaaskopersknechtsbos
Bij de eerste kadastrale opmeting van de gemeente Hoorn werd het Bos van Kaaskopersknechts genoteerd als eigenaar van Bierkade 10. Een bos is een soort van sociale verzekeraar die, bijvoorbeeld, een overleden lid een fatsoenlijke begrafenis zou geven of de nabestaanden van een klein inkomen zou voorzien. De kosten werden opgebracht door een wekelijkse inning. De bossen kwamen voort uit de gildes, die tijdens de Franse bezetting en gedurende het begin van de 19e eeuw werden verboden. Ze mochten zich wel bezig houden met sociale zaken, zolang het niet direct met het arbeid te maken had.
Op welke wijze de kaaskopersknechts het huisje gebruiken is niet bekend, in de tijd dat zij eigenaar waren woonde er in ieder geval niemand.

### Eigendom van Oud Hoorn
Het woonhuis werd op 21 januari 1919 door de Vereniging Oud Hoorn van Jacob Mozes Polak gekocht, hiermee is het de eerste woning die in bezit kwam van deze vereniging. Bij de aankoop horen ook het erf en de Knipboogsteeg die tussen de Bierkade en het Venidse loopt. Na restauratie bedraagt de huur fl. 1,00 per week.
Het pand werd op 16 november 1965 ingeschreven in het monumentenregister.

## Exterieur
De verdieping van de voorgevel steunt op een geprofileerde, houten, puibalk en staat uit op vlucht terwijl de pui loodrecht staat. In de punt van de voor- en achtergevels zijn elk zeven muurankers zichtbaar. De waterlijsten op de beide gevels zijn gemaakt van baksteen.

## Interieur

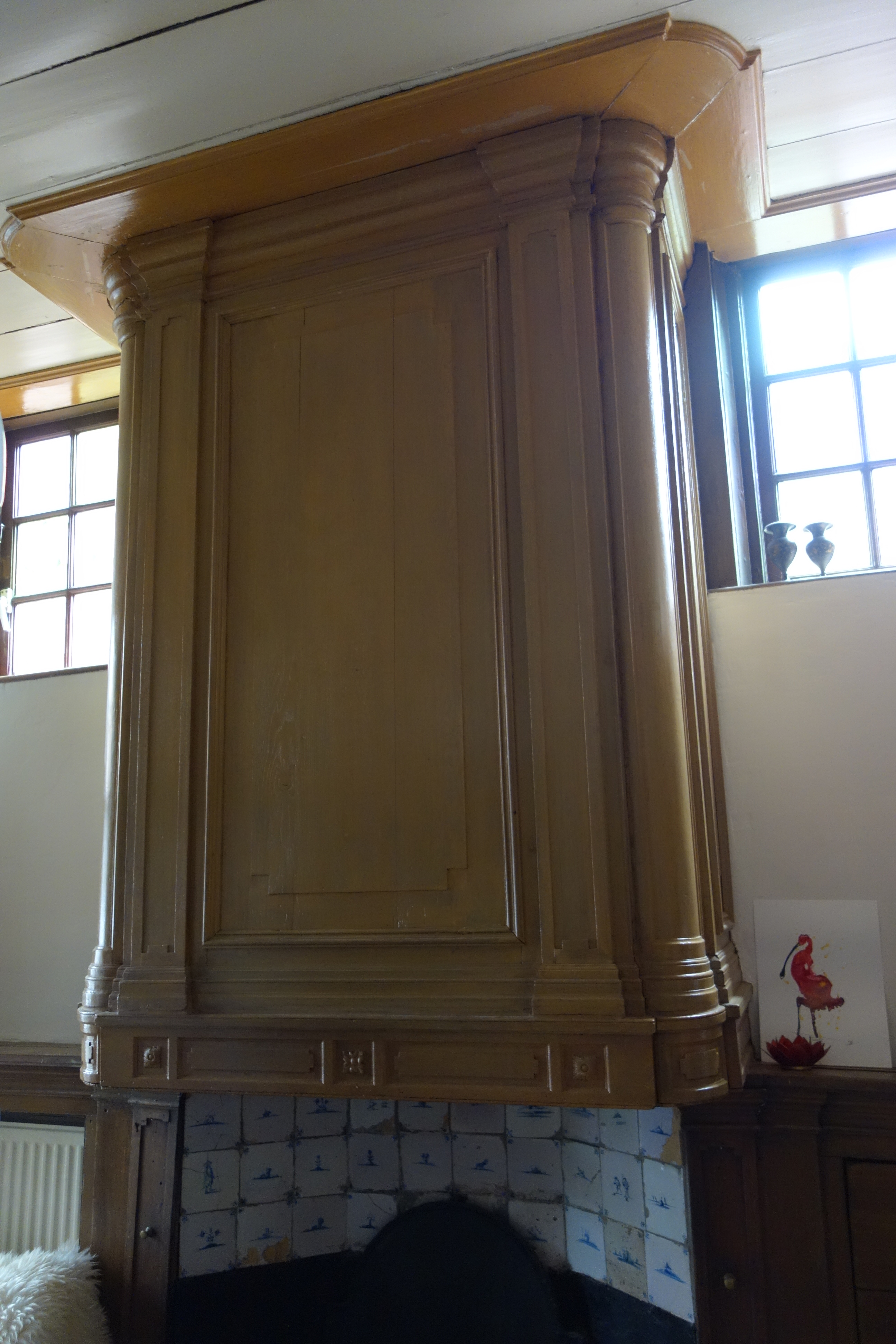
De houten schouw in de woonkamer

De benedenverdieping is opgedeeld in een hal, een voor- of zijkamer en een achterkamer (keuken). Een deur met ruitjes scheidt de zijkamer en hal. In de kamer staat tegen de tussenwand met de keuken een bedstede zonder deuren is en in de 18e eeuw is tegen de zijmuur een schouw geplaatst. De schouw in de keuken stamt ook uit de 18e eeuw, echter deze is volledig betegeld en voorzien van een tegeltableau met een bloemstuk met vlinders en randen met fruitranken.